# Hesperolinon bicarpellatum
Hesperolinon bicarpellatum är en linväxtart som först beskrevs av H.K. Sharsmith, och fick sitt nu gällande namn av H.K.Sharsmith. Hesperolinon bicarpellatum ingår i släktet Hesperolinon och familjen linväxter. Inga underarter finns listade i Catalogue of Life.